# Равейр, Ноа
Ноа́ Жозе́ф Ги Раве́йр (фр. Noah Joseph Guy Raveyre; род. 22 июня 2005, Ле-Пюи-ан-Веле) — французский футболист, вратарь клуба «Милан».

## Клубная карьера
Ревейр — воспитанник клубов «Ле-Пюи» и «Сент-Этьен». 20 августа 2022 года в матче против «Гавра» он дебютировал в Лиге 2 в составе последнего. В этом же поединке Айман забил свой первый гол за «Сент-Этьен». Летом 2023 года Ревейр перешёл в итальянский «Милан», подписав контракт на 5 лет, где начал выступать за молодёжный состав.

## Международная карьера
В 2022 году в составе юношеской сборной Франции Туре принял участие в юношеском чемпионате Европы в Израиле. На турнире он сыграл в матче против команды Нидерландов.

## Достижения
Международные
 Франция (до 17)
- Победитель юношеского чемпионата Европы — 2022